# Jedna želva za druhou
Jedna želva za druhou (v originále Turtles All the Way Down) je román amerického spisovatele literatury pro mládež Johna Greena. V originále byla kniha poprvé vydána 10. října 2017 nakladatelstvím Dutton Books. První vydání v češtině vyšlo v roce 2018. Druhé vydání vyšlo o rok později. Obě česká vydání vydalo nakladatelství Yoli.
Je to Greenův pátý samostatný román a celkově sedmý. Román byl 15 týdnů na 1. místě v žebříčku bestsellerů The New York Times v kategorii „Knihy v pevné vazbě pro mladé dospělé“ a v seznamu se držel 62 týdnů.

## Filmová adaptace
V květnu 2024 byla společností New Line Cinema na streamovací službě Max uvedena filmová adaptace románu. Režisérkou filmu byla Hannah Marks, do hlavních rolí obsadila Isabelu Merced a Cree Cicchino.